# 2024 en rugby à XV
Cette page présente les faits marquants de l'année 2024 en rugby à XV : les principales compétitions et événements liés au rugby à XV et rugby à sept ainsi que les décès de grandes personnalités de ces sports.
L'année 2024 est marquée par l'organisation des Jeux olympiques de Paris et de son épreuve de rugby à sept.

## Principales compétitions

### De club, franchise et province
- Champions Cup (du 8 décembre 2023 au 25 mai 2024)[1]
- Challenge Cup (du 8 décembre 2023 au 24 mai 2024)[1]
- Championnat d'Angleterre (du 13 octobre 2023 au 8 juin 2024)[2]
- Championnat de France (du 18 août 2023 au 29 juin 2024)[3]
- Championnat de France de 2e division (du 17 août 2023 au 7 juin 2024)[4]
- United Rugby Championship (du 21 octobre 2023 au 22 juin 2024)[5]
- Championnat du Japon (du 9 décembre 2023 au 26 mai 2024)
- Coupe d'Angleterre (en) (du 8 septembre 2023 au 15 mars 2024)
- Super Rugby (du 23 février au 22 juin 2024)
- Currie Cup (du 5 juillet au 21 septembre 2024)[6]
- National Provincial Championship (du 9 août au 26 octobre 2024)
- Súper Rugby Américas (du 16 février au 15 juin 2024)[7]
- Major League Rugby (du 2 mars au 3 août 2024)[8]

### Internationales
- The Rugby Championship (du 10 août au 28 septembre 2024)[9]
- Tournoi des Six Nations (du 2 février au 16 mars 2024)[10]
- Tournoi des Six Nations féminin (du 23 mars au 27 avril 2024)[11]
- Tournoi des Six Nations des moins de 20 ans (du 2 février au 15 mars 2024)[12]
- Championnat d'Europe (du 30 septembre 2023 à mai 2024)
- Championnat d'Asie (du 1er au 22 juin 2024)
- Coupe des nations du Pacifique (du 23 juillet au 21 septembre 2024)
- Championnat du monde junior (du 29 juin au 19 juillet 2024)[13]

### Rugby à sept
- Jeux olympiques (du 24 juillet au 30 juillet 2024)[14]
- SVNS 2023-2024 (masculin) (du 2 décembre 2023 au 2 juin 2024)
- SVNS 2023-2024 (féminin) (du 2 décembre 2023 au 2 juin 2024)
- Saison 2024 du Supersevens (du 17 août 2024 au 1er février 2025)

## Événements

### Février
- Première journée du Tournoi des Six Nations[10] :
  - 2 février : La France s'incline lourdement 17 à 38 contre l'Irlande au stade Vélodrome de Marseille en ouverture de la compétition[15].
  - 3 février : 
    - Pour la deuxième rencontre, l'Italie s'incline 24 à 27 à domicile contre l'Angleterre[16].
    - Lors du troisième match, l'Écosse s'impose pour la première fois depuis 22 ans à Cardiff contre le pays de Galles sur le score de 27 à 26[17].
- 10 février et 11 février : Deuxième journée du Tournoi des Six Nations[10]
- 24 février et 25 février : Troisième journée du Tournoi des Six Nations[10]

### Mars
- Quatrième journée du Tournoi des Six Nations :
  - 9 mars : L'Italie remporte son premier match de l'édition en battant l'Écosse à domicile 31 à 29. C'est également la première victoire des Italiens depuis l'édition 2022[18].
  - 9 mars : L'Angleterre empêche l'Irlande de pouvoir réaliser un deuxième Grand Chelem d'affilée en s'imposant 23 à 22 à Twickenham[19].
  - 10 mars : La France s'impose 45 à 24 à Cardiff contre le pays de Galles, dernière équipe à n'avoir remporté aucun match lors de cette édition[20].
- 15 mars : Cinquième journée du Tournoi des Six Nations des moins de 20 ans :
  - L'Irlande bat l'Écosse 36 à 0, cette dernière récolte la Cuillère de bois avec aucune victoire[21].
  - Le pays de Galles bat l'Italie 27 à 15[22].
  - L'Angleterre bat la France à l'extérieur avec bonus offensif sur le score de 45 à 31 et remporte la compétition en réalisant le Petit Chelem[23].
- 16 mars : Cinquième journée du Tournoi des Six Nations :
  - Le pays de Galles s'incline 21 à 24 à domicile contre l'Italie et récolte la Cuillère de bois avec aucune victoire durant la compétition. L'Italie signe le meilleur résultat de son histoire dans le Tournoi avec un bilan de deux victoires, un nul et deux défaites mais une cinquième place[24].
  - L'Irlande s'impose 17 à 13 à Dublin contre l'Écosse et remporte son deuxième Tournoi d'affilée avec quatre victoires en cinq matchs[25].
  - La France bat l'Angleterre 33 à 31 au stade de France et termine la compétition à la deuxième place, son adversaire du jour à la troisième[26].
- 17 mars : Finale du championnat d'Europe (division Championship)[27] :
  - La Géorgie remporte la compétition en battant le Portugal 36 à 10 en finale[28].
  - L'Espagne remporte la finale pour la troisième place sur le score de 40 à 33 contre la Roumanie[28].
  - Les Pays-Bas terminent cinquièmes après avoir battu l'Allemagne 45 à 0[28].
  - La Pologne termine dernière en s'inclinant 34 à 8 contre la Belgique lors de la finale pour la septième place et est reléguée en division Trophy[29].

### Avril
- 13 avril :
  - Les Blues remportent le Super Rugby Aupiki pour la première fois après leur victoire 24 à 18 en finale contre les Chiefs Manawa[30].
  - L'équipe d'Espagne féminine remporte le championnat d'Europe après une victoire 53 à 0 contre la Suède[31].
- 28 avril :
  - Les Waratahs remportent leur quatrième Super Rugby Women's après leur victoire 50 à 14 en finale contre les Fijiana Drua, double championnes en titre[32].
  - L'équipe du Kenya des moins de 20 ans remporte le Trophée Barthés après avoir battu le Zimbabwe sur le score de 28 à 13 et se qualifie pour le Trophée mondial 2024[33].

### Mai
- 12 mai :
  - L'équipe d'Afrique du Sud féminine remporte la Coupe d'Afrique après un ultime succès contre Madagascar (en) sur le score de 46 à 17[34].
  - L'équipe de Nouvelle-Zélande des moins de 20 ans remporte la première édition (en) du Rugby Championship (en) de la catégorie après une victoire 36 à 25 contre l'Australie[35].
- 18 mai : Le Stade niçois devient champion de France de Nationale après sa victoire 39 à 30 en finale contre le RC Narbonne. Le club valide par la même occasion sa montée en Pro D2[36].
- 19 mai : L'équipe du Canada féminine remporte les Pacific Four Series en battant la Nouvelle-Zélande pour la première fois de son histoire sur le score de 22 à 19[37].
- 24 mai : Les Sharks remportent la finale de la Challenge Cup sur le score de 36 à 22 contre Gloucester Rugby. C'est la première équipe sud-africaine qui remporte une des compétitions organisées par l'EPCR[38].
- 25 mai :
  - Le Stade toulousain remporte sa sixième Champions Cup après avoir battu le Leinster, qui perd sa troisième finale d'affilée et sa quatrième de suite, en finale de l'édition 2023-2024 sur le score de 31 à 22 après prolongations[39].
  - Villorba Rugby remporte le championnat d'Italie féminin pour la seconde fois après avoir battu le club du Valsugana Padoue, double champion en titre, 19 à 12 en finale[40].
- 26 mai : Le Toshiba Brave Lupus Tokyo remporte le championnat du Japon en battant les Saitama Wild Knights 24 à 20 en finale[41].
- 27 mai : L'équipe du Japon féminine remporte le championnat d'Asie après son succès 64 à 0 contre le Kazakhstan et valide sa qualification pour la Coupe du monde 2025[42].

### Juin
- 2 juin :
  - L'équipe de France masculine de rugby à sept remporte le Tournoi d'Espagne et par la même occasion l'édition 2023-2024 du SVNS pour la première fois de son histoire[43].
  - L'équipe de France féminine de rugby à sept est défaite 26 à 7 en finale du Tournoi d'Espagne et termine donc l'édition 2023-2024 du SVNS à la seconde place[44].
  - L'US Montauban remporte le match de barrage d'accession à la Pro D2 sur le score de 20 à 19 sur le terrain du RC Narbonne et reste en Pro D2[45].
  - Le Petrarca Padoue remporte le championnat d'Italie pour la quinzième fois en s'imposant 28 à 10 en finale contre le Rugby Viadana[46].
  - L'équipe des Fidji féminine remporte le championnat d'Océanie après leur victoire contre les Samoa sur le score de 27 à 13 et se qualifie pour la Coupe du monde 2025[47].
- 8 juin :
  - Le RC Vannes remporte le championnat de France de 2e division en battant le FC Grenoble 16 à 9 en finale et accède donc au Top 14 pour la première fois, devenant le premier club breton à évoluer à ce niveau[48].
  - Les Northampton Saints battent Bath Rugby 25 à 21 en finale du championnat d'Angleterre et sont sacrés champions pour la deuxième fois de leur histoire après 2014[49].
  - Le Stade bordelais remporte le championnat de France féminin pour la seconde année consécutive après sa victoire en finale sur le score de 32 à 17 contre l'ASM Romagnat[50].
- 15 juin : En finale du Súper Rugby Américas, les Dogos XV s'imposent 37 à 23 contre les Pampas[51].
- 16 juin : Le Montpellier HR s'impose au stade des Alpes 20 à 18 face au FC Grenoble lors du barrage d'accession au Top 14 et se maintient en Top 14[52].
- 22 juin : 
  - En finale du United Rugby Championship, les Glasgow Warriors s'imposent sur le terrain des Bulls, au Loftus Versfeld Stadium de Pretoria, sur le score de 21 à 16 et remportent la compétition pour la deuxième fois après 2015[53].
  - Les Blues remportent, dans leur stade de l'Eden Park, le Super Rugby en battant les Chiefs 41 à 10 en finale[54].
  - Premiers matchs de la tournée d'été. L'Angleterre bat le Japon par 52 à 17 au Nouveau stade national de Tokyo[55]. Les champions du monde Sud-Africains écrasent le pays de Galles à Twickenham (41-13)[56].
- 28 juin : Lors de la finale du championnat de France, au Stade Vélodrome de Marseille, le Stade toulousain est sacré champion de France après une victoire 59 à 3 face à l'Union Bordeaux Bègles. Avec ce titre les Toulousains réalisent le doublé Championnat/Champions Cup[57].

### Juillet
- Du 6 au 13 juillet : Tournée de l'équipe de France en Argentine et en Uruguay.
- Du 24 au 30 juillet : Tournoi de rugby à sept aux Jeux olympiques d'été de 2024[14]

### Août
- 3 août : Finale de la Major League Rugby[8]
- 10 août : Première journée du Rugby Championship[9]

### Septembre
- 23 septembre : 20e édition de la Nuit du rugby à l'Olympia à Paris.

### Octobre
- 26 octobre : Wellington remporte son sixième National Provincial Championship après avoir battu Bay of Plenty 23 à 20 en finale au Sky Stadium de Wellington[58].

## Principaux décès
- 5 janvier : L'ancien joueur du SU Agen, Christian Béguerie, également international français à une reprise meurt à l'âge de 68 ans[59].
- 8 janvier : JPR Williams, ancien arrière international gallois vainqueur du Tournoi des Cinq Nations à huit reprises, dont trois Grands Chelems, et joueur des Lions britanniques et irlandais, considéré comme l'un des meilleurs joueurs de l'histoire du rugby à XV, meurt à l'âge de 74 ans[60].
- 9 janvier : L'ancien demi d'ouverture français, qui a longtemps détenu le record de points inscrits en un match de Top 14 avec 32 points, Cédric Rosalen, meurt à l'âge de 43 ans[61].
- 27 janvier : Mort de Pierre Montlaur à 43 ans, ancien international français, joueur du SU Agen et entraîneur du CA Brive[62].
- 4 février : L'ancien demi d'ouverture international gallois et également joueur des Lions britanniques et irlandais, Barry John, meurt à l'âge de 79 ans[63].
- 4 mars : Lewis Jones, joueur international gallois de rugby à XV, joueur des Lions britanniques et irlandais, ainsi qu'international britannique de rugby à XIII meurt à l'âge de 92 ans[64],[65].
- 8 avril : L'ancien joueur international français, André Boniface, également joueur de l'US Dax et du Stade montois est mort à l'âge de 89 ans[66].
- 22 avril : Mort de l'ancien international tongien Heamani Lavaka à l'âge de 55 ans[67].
- 24 avril : John O'Shea, joueur international gallois et des Lions britanniques et irlandais, meurt à l'âge de 83 ans[68].
- 1er mai : L'ancien international français, joueur du RC Narbonne et du SC Mazamet, Jacques Lepatey meurt à l'âge de 94 ans[69]
- 13 mai : Lucien Mias, ancien joueur international français et joueur du SC Mazamet, meurt à l'âge de 93 ans[70].
- 17 mai : L'ancien demi de mêlée international néo-zélandais Sid Going meurt à l'âge de 80 ans[71].
- 18 mai : Mort de Tony O'Reilly, ancien international irlandais et joueur des Lions britanniques et irlandais, à l'âge de 88 ans[72].
- 30 mai : L'ancien international gallois et Lions britanniques et irlandais, Courtenay Meredith, meurt à l'âge de 97 ans[73],[74].
- 9 juin : Ralph Caulton, ancien international néo-zélandais, meurt à l'âge de 87 ans[75],[76].
- 17 juin : Connor Garden-Bachop (en), jeune joueur néo-zélandais des Highlanders et fils de l'international néo-zélandais et samoan Stephen Bachop, meurt à l'âge de 25 ans[77].
- 19 juin : L'ancien ailier international sud-africain, Jan du Preez, meurt à l'âge de 93 ans[78].
- 1er juillet : Jack Rowell, ancien entraîneur de Bath Rugby et sélectionneur de l'équipe d'Angleterre, meurt à l'âge de 87 ans[79].
- 16 juillet : Jean-Pierre Lecompte, ancien joueur de l'AS Saint-Junien, du Stade toulousain et également international français de rugby à XIII, meurt à l'âge de 83 ans[80].
- 17 juillet : L'ex deuxième ligne international roumain, Ion Țuțuianu, meurt à l'âge de 85 ans[81].
- 28 juillet : L'ancien international gallois et joueur du Llanelli RFC, Peter Morgan, meurt à l'âge de 65 ans[82].
- 1er août : L'ancien joueur du FC Lourdes puis sélectionneur de l'Italie, Bertrand Fourcade, meurt à l'âge de 81 ans[83].
- 5 août : Pierre Labourdette, ancien joueur et président de la Section paloise, meurt à l'âge de 92 ans[84].
- 27 août : René Hourquet, ancien joueur, arbitre et dirigeant de rugby à XV, meurt à l'âge de 82 ans[85].
- 9 septembre : L'ancien pilier international français, Jean-Claude Berejnoï, meurt à 85 ans[86].
- 13 septembre : Mort de l'ancien joueur du Lyon OU et du Valence Romans DR, Quentin Gobet, à l'âge de 27 ans[87].
- 10 octobre : Kevin Bowring, ancien joueur du London Welsh RFC et premier sélectionneur professionnel de l'équipe du pays de Galles, meurt à l'âge de 70 ans[88].
- 11 octobre : L'ancien international irlandais et joueur des Lions britanniques et irlandais, Ronnie Dawson, meurt à l'âge de 92 ans[89].
- 20 octobre : Georges Aillères, ancien joueur du Toulouse OEC et également international français à XIII, meurt à l'âge de 89 ans[90].
- 10 novembre : Mort de Derrick Grant, ancien joueur et sélectionneur de l'équipe d'Écosse, à l'âge de 86 ans[91].
- 8 décembre : L'ancien international anglais, Tom Voyce, ancien joueur de Bath Rugby, des London Wasps de Gloucester Rugby et du London Welsh RFC, meurt à l'âge de 43 ans[92].
- 26 décembre : Geoff Wheel, ancien international gallois et joueur de Swansea RFC, meurt à l'âge de 73 ans[93].